# رود کومای
رود کومای (انگلیسی: Kumay) یک رودخانه در سرزمین پرم کشور روسیه است.